# فینال جام حذفی فوتبال ایتالیا ۲۰۰۱
فینال جام حذفی فوتبال ایتالیا ۲۰۰۱ پنجاه و چهارمین فصل از رقابت‌های کوپا ایتالیا بود. این مسابقه بین فیورنتینا و پارما برگزار شد. در نهایت این باشگاه فوتبال فیورنتینا بود که برای پنجمین بار قهرمان کوپا ایتالیا شد.